# Miribel (Drôme)
Miribel è un comune francese di 259 abitanti situato nel dipartimento della Drôme nella regione dell'Alvernia-Rodano-Alpi.

## Società

### Evoluzione demografica
Abitanti censiti